# Suhoj Su-75
Suhoj Su-75 (rus. Сухой Су-75) jednomotorni je nevidljivi borbeni zrakoplov koji razvija Suhoj za izvoz i za ruske Zračne svemirske snage. Projektni ured Suhoj također označava zrakoplov kao T-75 s oznakom registracije RF-0075.

## Razvoj
Maketa zrakoplova predstavljena je na aeromitingu MAKS 2021. Prvi let bio je planiran za 2023., no pomaknut je za 2024., a početne isporuke planirane su za 2026. i a2027. Su-75 dizajniran je da bude jeftin i za izvoz, i može se natjecati sa zrakoplovima Lockheed Martin F-35 Lightning II i Shenyang FC-31. Predviđa se proizvodnja od 300 aviona tijekom 15 godina.
Prema riječima izvršnog direktora Rosteca, Sergeja Čemezova, očekuje se da će cijena zrakoplova biti 25-30 milijuna dolara po komadu.
U studenom 2021. objavljeno je da je proizvodnja nekoliko prototipova započela u tvornici zrakoplova Komsomolsk na Amuru, gdje se proizvodi Suhoj Su-57.
Razvoj Su-75 mogao bi biti odgođen zbog međunarodnih sankcija Rusiji, što se reflektira na uvoz poluvodiča i visokotehnološku strojnu opremu iz Europske unije. Potencijalna izvozna prodaja također je zastala jer Rusija ne može trgovati koristeći američke dolare.
Dana 16. kolovoza 2022. ruski proizvođač zrakoplova Объединённая авиастроительная корпорация  izvijestio je da planiraju izgraditi četiri prototipa Su-75, s planiranim letnim testovima već 2024.

## Dizajn
Su-75 ima ulaz bez divertera, rep u obliku slova V i unutarnje otvore za oružje, sve značajke namijenjene smanjenju radarske vidljivosti. Područje krila se čini velikim, što implicira da je Suhoj projektirao zrakoplov da leti i sudjeluje u borbi na velikim visinama, 40 000 stopa ili više.
Kutni ventralni ulaz, koji se obavija oko donjeg nosnog dijela, dijeli značajke s konceptom dizajna nadzvučnog ulaza bez divertera (DSI) koji je prvi put predstavljen u zrakoplovu Boeing X-32. Nadzvučni ulaz bez divertera (DSI) je mehanički jednostavan; DSI može smanjiti troškove naspram složenijih dizajna ulaza kao što su Boeing F-15 i Sukhoi Su-27. U odnosu na odvojene horizontalne i vertikalne stabilizatore s pokretnim kormilima i elevatorima, Su-75 ima slične onima Northrop Grumman YF-23.
Prema dizajnerima mlažnjaka, zrakoplov je dizajniran za let s dometom do 3000 km, nosivosti do 7400 kg i dosežu brzine do 1,8-2 Macha. Lovac će također imati unutarnji prostor za oružje s pet projektila i automatskim topom.

### Motor
Planirano je da će pogonska jedinica biti motor Saturn izdeliye 30 koji će također pokretati varijantu Su-57M. Izdeliye 30 je dizajniran da bude 30% manje specifične težine od svog prethodnika AL-41F1, i do 18% učinkovitiji, s procijenjenim potiskom od 107,9 kN sa suhim gorivom i 171,7 kN u naknadnom izgaranju (afterburner). Nakon serijske proizvodnje, motor Izdeliye 30 imat će mnogo dulji životni vijek od ostalih ruskih motora.

### Kokpit
Zbog ograničenja snimanje fotografija u pilotskoj kabini, novinar NBC Newsa Matt Bodner, prvi zapadni novinar koji je mogao osobno vidjeti mlažnjak, pružio je pregled bez fotografije iz unutrašnjosti. Izgled kokpita je isti kao kod Su-57 sa staklenim kokpitom s dva glavna multifunkcionalna LCD zaslona od 38 cm (15 inča), sličan rasporedu Su-35. Kokpit ima širokokutni head-up zaslon (HUD).

### Avionika
Elektronička infrastruktura otvorene je arhitekture i koristi "Matryoska" dijagnostičke sustave koji su uglavnom ugrađeni. Prema ruskim novinama Top War, prototip Su-75 izgrađen je s AESA radarom. Ured za dizajn radara NIIP planira razviti jeftini AESA radar za zrakoplov. Prema zamjeniku premijera Yuriju Borisovu, Su-75 će imati iste komponente i avioniku kao Su-57, čime se smanjuju troškovi Projektnog ureda Suhoj.

### Naoružanje
Izvršni direktor Rosteca u intervjuu je izjavio da će Su-75 nositi više od 7 tona naoružanja zrak-zrak i zrak-zemlja te da će moći gađati nekoliko ciljeva odjednom.

## Tehnički podaci
- Posada: jedan član
- Pogon: 1 × NPO Saturn izdeliye 30 turbofan s naknadnim izgaranjem (nije službeno potvrđeno)

### Performanse
- Najveća brzina: Mach 1,8
- Domet: 3000 km
- g granice: +8,0
- Potisak/težina: 1:1

### Avionika
- Sh-121 višenamjenski integrirani radioelektronički sustav (MIRES)
- AESA radar
- 101KS-V IRST sustav